# Duitse Geloofsbeweging

Symbool van Duitse Geloofsbeweging

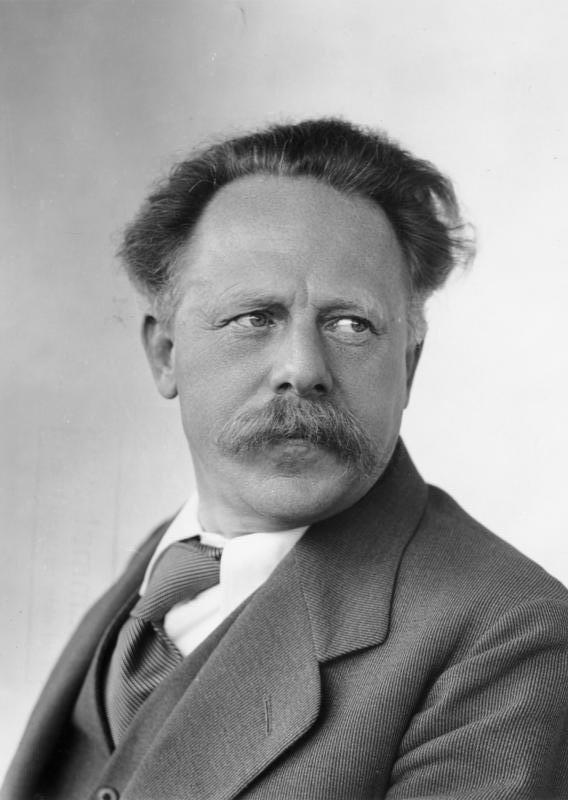
Jakob Wilhelm Hauer

De Duitse Geloofsbeweging (Duits: Deutsche Glaubensbewegung) was een religieuze organisatie in nazi-Duitsland (1933-1945) opgericht door Jakob Wilhelm Hauer, die een nationaalsocialistische en antisemitische religie uitdroeg.

## Denkbeelden
De Duitse Geloofsbeweging had als belangrijke leerstellingen:
- Het idee van bloed en bodem.
- Nationalistische ethiek.
- Persoonsverheerlijking van Adolf Hitler.

De wil van God manifesteert volgens Jakob Wilhelm Hauer via het bloed van mensen van het zuivere ras. De handelingen van het Germaanse ras en gebeurtenissen op diens grondgebied waren volgens hem de externe manifestatie van Gods wil. Alles wat nadelig is voor het Duitse volk is fout en alles wat voordelig is voor het Duitse volk is goed. De kwaliteit van bloed – behouden door raszuiverheid – is de maatgevende factor in de bepaling van het lot van het individu en het volk. Het Germaanse heidendom werd beschouwd als een vroege tijdelijke manifestatie van Gods wil en de Germaanse volksaard. Daarom pleitte de organisatie voor het uitoefenen van heidense gebruiken en ceremonieën.

## Geschiedenis
In 1933 verbond Hauer verschillende jeugdgroepen, heidense groepen en andere nationalistische groepen samen onder de naam Duitse Geloofsbeweging. Het blad Deutscher Glaube (Duitse Geloof) was het hoofdorgaan van de beweging. Hauer was een voormalig protestants prediker en professor van protestantse theologie in Tübingen. Hauer werd sterk beïnvloed door zijn kennismaking met het hindoeïsme tijdens zijn tijd in India als protestantse zendeling. Na zijn terugkeer werd hij lid van de Nationaalsocialistische Duitse Arbeiderspartij.
Op zijn hoogtepunt had de Duitse Geloofsbeweging ongeveer 200.000 aanhangers. Een aantal festivals – gebaseerd op Germaanse heidense feesten – werden gehouden door de beweging bij de Hesselberg ter vervanging van christelijke ceremonieën. De beweging kreeg geen voorkeursbehandeling van de overheid, hoewel Hauer hoopte dat zijn geloof werd aangenomen als de staatsreligie van nazi-Duitsland. Volgens Hauer was zijn Duitse Geloof de zuivere religieuze expressie van het nationaalsocialisme.